# Dipartimento di Magallanes
Magallanes è un dipartimento collocato a est della provincia argentina di Santa Cruz, con capoluogo Puerto San Julián.

## Storia
Deve il suo nome al navigatore portoghese Ferdinando Magellano, che per primo toccò queste terre nel 1520, sbarcando in quella che oggi è la città di San Julian.

## Confini
Confina a nord con il dipartimento di Deseado, a est con l'oceano Atlantico, a sud con il dipartimento di Corpen Aike e a ovest con il Río Chico.

## Società

### Evoluzione demografica
Secondo il censimento del 2010, su un territorio di 19.805 km², la popolazione ammontava a 9.202 abitanti, con un aumento del 40,8% rispetto al censimento del 2001.
Abitanti censiti

## Amministrazione
Il dipartimento è composto da un unico comune (municipio in spagnolo), quello di Puerto San Julián.